# Ida Friederike Görres
Ida Friederike Görres (Poběžovice, 2. prosinca 1901. – Frankfurt, 15. svibnja 1971.), rođena kao Elisabeth Friederike, Reichsgräfin von Coudenhove-Kalergi, bila je katolička književnica i plemkinja.

## Životopis
Rođena je 2. prosinca 1901. na obiteljskom imanju u Ronspergu (danas Poběžovice), kao šesto od sedmero djece, grofa Heinricha von Coudenhove-Kalergija i njegove supruge Mitsuko Aoyame. Sestra je austrijskog političara Richarda von Coudenhove-Kalergija. U mladosti se školovala u austrijskim samostanskim školama.
Godine 1923. je ušla u novicijat Instituta BDM u St. Pöltenu, blizu Beča, kojeg napušta 1924. godine. Nakon toga je studirala političke znanosti u Beču od 1925. do 1927., a zatim i društvene znanosti od 1927. do 1929. godine u Freiburgu u Djevojačkoj školi za socijalni rad. Od 1929. do 1931. studira na tamošnjem sveučilištu, gdje proučava opću i crkvenu povijest, teologiju i filozofiju.
Oko 1925. godine uključila se u njemački katolički omladinski pokret, djelujući kao savezna voditeljica djevojaka te piše članke za časopis Die Schildgenossen. Od 1932. do 1935. dijecezanska je tajnica za pastoral djevojaka u biskupiji Dresden-Meissen.
Otprilike u to vrijeme upoznala je inženjera Carla-Josefa Görresa (1903.–1973.). Na dan Uskrsa, 21. travnja 1935. vjenčali su se u Leipzigu. Carl-Josef je kroz svoj rad inženjera i poslovnog savjetnika omogućio Idi da se posveti više književnom i teološkom radu.
Görres je bila aktivan kao spisateljica te je pisala o raznim temama iz hagiografije, naglašavajući važnost čovječnosti svetaca. Tijekom posljednje tri ili četiri godine Drugog svjetskog rata njezine knjige se nisu smjele prodavati u Njemačkoj. Nakon što je rat završio, nastavila je pisati, putovati i predavati, sve dok joj se 1950. godine nije narušilo zdravlje. Prijateljevala je s brojnim intelektualcima toga vremena kao što su Werner Bergengruen, Maria Birgitta zu Münster, Erik von Kuehnelt-Leddihn, Walter Nigg, Alfons Rosenberg i Gustav Siewerth.
Dana 15. svibnja 1971., prilikom govora na sinodi u Würzburgu, pozlilo joj je te je umrla istoga dana u frankfurtskoj bolnici Marien. Na requiemu održanom u freiburškoj katedrali, posmrtni govor je održao Joseph Ratzinger, koji je kasnije postao papa Benedikt XVI.

### Mrežne stranice
- Biography [Životopis] (engleski). www.idagoerres.org. Pristupljeno 26. svibnja 2023.
- Biographie [Životopis] (njemački). www.idagoerres.org. Pristupljeno 26. svibnja 2023.